# Xokum
Begin jaren 90 bevatte het Nederlandse telefoonbestand gegevens over het fictieve dorp Xokum.  Het was een testdorp om de 008-computer uit te proberen. Deze informatie werd in 1990 op de achterpagina van het hackerstijdschrift Hack-Tic gepubliceerd.
De fictieve vermelding in het telefoonboek zag er als volgt uit:
| xokum (02889)                                     |     |
| ------------------------------------------------- | --- |
| administratiekantoor bolte & vd klink, hoofdwg 20 | 139 |
| bombeke, e, hoofdwg 4                             | 112 |
| comender, l j, kerkstr 10                         | 117 |
| damen, mr d m, dorpstr 5                          | 122 |
| damen, w, stationspln 13                          | 123 |
| damen, d j, stationspln 19                        | 119 |
| dameskapsalon elegance, kerkstr 16                | 133 |
| dameskapsalon violette, hoofdwg 1                 | 132 |
| domenie-van dijke, h, dorpstr 1                   | 118 |
| elmetin, stationspln 17                           | 135 |
| emmerik, a h h, kerkstr 19                        | 125 |
| etman, b h m g, dorpstr 6                         | 106 |
| etman, j h, stationspln 14                        | 107 |
| gemeente en gem instellingen, stationspln 4       | 115 |
| idem                                              | 138 |
| hamakers, f j, hoofdwg 2                          | 104 |
| hamen, e e, hoofdwg 11                            | 120 |
| hamerslag, h, hoofdwg 19                          | 128 |
| hamerslag, h, kerkstr 9                           | 129 |
| hemerik, h m, dorpstr 16                          | 126 |
| hemerik, r, hoofdwg 3                             | 124 |
| hymans, a k a, kerkstr 4                          | 105 |
| ilmer, b, stationspln 8                           | 131 |
| immerzeel, a, dorpstr 4                           | 130 |
| kooiman, o, stationspln                           | 141 |
| lam-offenberg, j j, kerkstr 2                     | 101 |
| limburg, c j a, kerkstr 7                         | 113 |
| loman, w, dorpstr 11                              | 110 |
| numan, p, kerkstr 15                              | 109 |
| oomen, jac g, kerkstr 5                           | 121 |
| oomes, j, dorpstr 9                               | 134 |
| ptt post bv, dorpstr 72                           | 140 |
| ramaer-van putten, m c, stationspln 10            | 103 |
| rima handelsondern, dorpstr 8                     | 102 |
| romeijn, p d g, kerkstr 13                        | 137 |
| romeyn, j a n, hoofdwg 18                         | 136 |
| rumemper, m, hoofdwg 8                            | 116 |
| tameris, m, stationspln 11                        | 127 |
| toma, g, stationspln 7                            | 111 |
| vroom & dreesman xokum, hoofdwg 16                | 108 |